# 森田三郎 (自然保護運動家)
森田 三郎（もりた さぶろう、1945年〈昭和20年〉7月7日 - 2021年〈令和3年〉11月6日）は、昭和後期から平成にかけての自然保護運動家。千葉県出身。谷津干潟の保護運動に尽力した。

## 生涯
船橋市の海岸近くで育ち、幼い頃から干潟で泥だらけになるほど遊んだという。昭和49年（1974年）には市川市でタクシー運転手や新聞配達をしていた。新聞配達の際に森田が久しぶりに見た干潟は、埋め立てが進んで住宅地などに囲まれおり、さらにその少ない面積の干潟にすら家庭ゴミ、流木が山積して異臭を放っていた。森田は新聞配達が終わると、1人でゴミを拾い、冷蔵庫や自動車といった粗大ゴミにはロープをくくりつけて泥から引っ張り上げるなどした。しかし、地域住民は異臭に悩んでいたため、埋め立てを望む者が多かった。行政からはゴミの回収を拒否され、干潟から引き上げて土手に置いてあったゴミも住民には嫌がられ、森田が自ら置いた投書箱である「干潟通信箱」には批判的な意見ばかりが集まった。
森田は「谷津干潟愛護研究会」を設立し、元々埋め立てに反対運動を起こしていた「千葉の干潟を守る会」や「野鳥の会」などと連携して活動を開始した。昭和51年（1976年）、習志野市議会は干潟の保存を否決した。それでも森田らは諦めずに、ゴミを市役所に持ち込んで回収を直談判し続け、干潟の重要性を訴える活動を続けた。森田が1人でゴミ拾いを始めてから5年経った昭和54年（1979年）、初めて地元の主婦がゴミ拾いを手伝うようになった。
昭和55年（1980年）、県が干潟保存の希望を表明し、地域住民によるクリーン作戦も始まった。森田は干潟のゴミ拾いに集中するため、昭和56年（1981年）に新聞販売店を退職して干潟の近くに住むことにした。昭和59年（1984年）には、ついに市が干潟の埋め立て計画を撤回した。
森田は周囲の後押しから政治の世界へと進み、昭和62年（1987年）に習志野市議選でトップ当選をした。平成元年（1989年）、森田は吉川英治文化賞を受賞。その後、市議3期、県議2期を平成19年（2007年）まで務めた。その間の平成5年（1993年）、谷津干潟はシギ・チドリ類の国内有数の渡来地としてラムサール条約に登録された。
令和3年（2021年）11月6日、死去。

## エピソード
- 県議時代の平成12年（2000年）、森田は習志野市役所の市長室に谷津干潟のゴミを散乱させたことで罰金30万円の略式命令を受けた。森田は、県庁で開かれた謝罪会見で「なぜ、どうして、ごみがこんなに谷津干潟にあるのかという実態を、とにかく市に知って欲しかったからだ」と語った[2]。
- 森田は亡くなる数年前までゴミ拾いを続け、晩年に「ここまでやったから、おれはもういいかな」とつぶやいたという[2]。

## 関連作品

### 伝記
- どろんこサブウ―谷津干潟を守る戦い（文:松下竜一、絵:鈴木まもる）

### 漫画
- 埋もれた楽園 -谷津干潟・ゴミと闘った20年-（著:三枝義浩）

### テレビ番組
- エチカの鏡〜ココロにキクTV〜 - 三郎について取り上げられた。

#### ドラマ
- たったひとりの反乱 - 『ヘドロの干潟をよみがえらせろ』で主人公として描かれた。